# 毛富政
毛富政（1929年12月18日—），又名毛扶正，是一位出身四川簡陽的臺灣白色恐怖受難者。

## 生平

### 早年生活
1929年，毛富政出生於四川省簡陽縣簡城鎮；他是家中第六個出生的孩子，下面有一個弟弟，上面有三個兄長和兩個姊姊。自小，長兄毛却非就離開家鄉。後來，他進入簡城鎮中心國民小學就讀，並在就讀時經常面臨日軍空襲，又遭遇父親過世等事情。小學畢業後，他考入離家路程七里的石橋鎮私立誠明初級中學；該校是由其遠房叔父、當地鎮長和地方袍哥所開辦。初中時，他每天6時自家中奔跑至學校上課，以趕在8時前抵達。當時，他的長輩向當局租借土地以耕種甘蔗、柚子、桃子、李子等作物維生，他也因而曾在當地製糖工廠玩耍。初中畢業後，他一度前往成都準備繼續升學。中國抗日戰爭結束後，毛却非攜帶妻兒自重慶返鄉，毛富正決定隨其離鄉；後來，他的二哥則前往上海。
離開家鄉後，他與兄長一家人先暫住重慶，再經萬縣前往宜昌、沙市、漢口等地。1947年，他們一行人終於抵達上海，他進入武進路的海濱中學高中部就讀。

### 登艦從軍
1949年5月，高中二年級下學期時，因中華民國政府宣布「轉進」且人民解放軍已逼近，他與兄長護送其妻兒搭乘中華民國海軍艦艇離開上海。在尋得船隻後，他們將家當搬負上船，先航抵大陳島，又在當地換乘另一船隻直達左營。在抵達左營後，碼頭一旁「永嘉」掃雷艦的艦長陳慶堃隨即在他兄長妻子交涉下同意他們登艦隨行；當時，他的兄長已先至廣州黃埔奉命接任「美頌」中型登陸艦艦長職務。等候開船時，他因看見「一銀元換四萬塊臺幣」的公告，於是立即兌換出大量舊臺幣，在當地購買食物解飢。航行途中，船上擠滿了從中國北方撤退的海軍眷屬，他因而只能睡在存放彈藥的船艙裡面，經過兩天兩夜抵達廣州。抵達並停泊於珠江口的黃埔島後，他們另尋小船前往岸上，並遇見其兄長屬下轉告他們在當地等待。隨後，他們前往下庄村尋找民房暫居，並在半個月後與返自海南島的兄長相聚。隨後，他從兄長得知其艦上缺乏人手，並決定加入其中在電信室擔任譯電工作；登艦工作後，兄長以「扶持正義」之意建議他改名「扶正」。
此後，他在船上開始領有以金元券、銀元、銀元券和幾塊龍洋與鷹洋(偶而還會有袁大頭)支付的薪水，船隻也一直停泊在碼頭內；兄嫂和其子女則仍留居下庄，他也因而經常前去探望。同年10月中，因解放軍再度逼近，美頌艦奉命離開廣州前往香港載運海軍總部所需物資至臺灣；接獲物資後，他發現其主要為腳踏車和乾魷魚。同時，由於當地米價高昂，兄長決定將之全部售予當地人，並將所得發放與屬下。同時，兄長多次向他表達欲放棄任務返鄉之意，又在與其電雷學校學弟楊滄活(其當時已參加民主同盟)會面後決定予以艦上官兵自主決定留下或離開。同月19日上午，他的兄長攜帶一面五星旗登艦；夜裏睡覺時，他們一同被艦上官兵謝恆等人予以拘禁，隨後經汕頭前往臺灣。

### 遇難生活
抵達臺灣左營後，兄弟倆等人被綑綁押解上岸，並被載至鳳山海軍來賓招待所監禁；不久，他的兄長即遭槍決，兄嫂則在被監禁在海軍軍法處被判無罪後前往眷村友人家中定居，至於其幼子則暫時分別寄放三處人家。在監禁過程中，雖沒遭嚴刑拷問，但他始終被以繩子綑緊雙臂，並經常得依賴獄友協助起居；最後，他被以「連帶關係」判處五年徒刑，並於1950年7月被移送位在臺北市中正路上的臺北軍人監獄。隨後，他又被轉送內湖，再被以中海級戰車登陸艦送往綠島。在抵達後，由於新生訓導處的屋舍仍在興建，他被迫參與興建工程，並在與工程承包商互動中學會閩南話，又由其供應食物。在設施逐漸完備後，他開始被要求在早餐後參與小組討論，熟悉三民主義、國父遺教、實業計畫及《毛澤東批判》等內容，並得注意其談話內容，以免遭到關在碉堡裡懲罰。因為不想參與人事爭鬥，他在生產班成立後即加入其中，開始學習種植蔬菜，以供應日常生活所需。此外，他還在島上結識多位臺灣籍獄友，並向他們學習閩南話與日語。1954年，他終於獲知可以保釋出獄，並在陳紹平及陳振夫(皆其兄長在電雷學校航海科同期同學)擔任保人下得以於1955年6月30日離獄。

### 出獄生活
在自綠島乘小船抵達臺東後，他開始輾轉四處尋求就業；最後，他決定進入高雄海軍造船廠任職，並在其間從軍兩年，又在金門遇到八二三炮戰爆發。但是，沒幾年，他就在保防部施壓下被迫離職。再度四處求職又總是遭拒後，他決定在昔日長官建議下前往基隆港務局任職，並從此展開居住於拖船及遊艇上數十年的生活。往後，他仍得面臨警察經常前來訪查刁難，並因而決定不要結婚。
1987年臺灣解嚴後，他透過紅十字會嘗試尋找在中國大陸的親友，並最終尋得簡陽家人的聯絡地址，又聯絡上三哥和弟弟。1990年開放探親後，他與友人與同事相約返鄉，前往四川及成都等地與親人會合。此外，他也在退休後與一位熟識的寡居婦人和其家庭同居。

## 軼事
- 他在綠島領得人生首張身分證，並因而將綠島稱作其「第一故鄉」。[4]